# フロントガラス

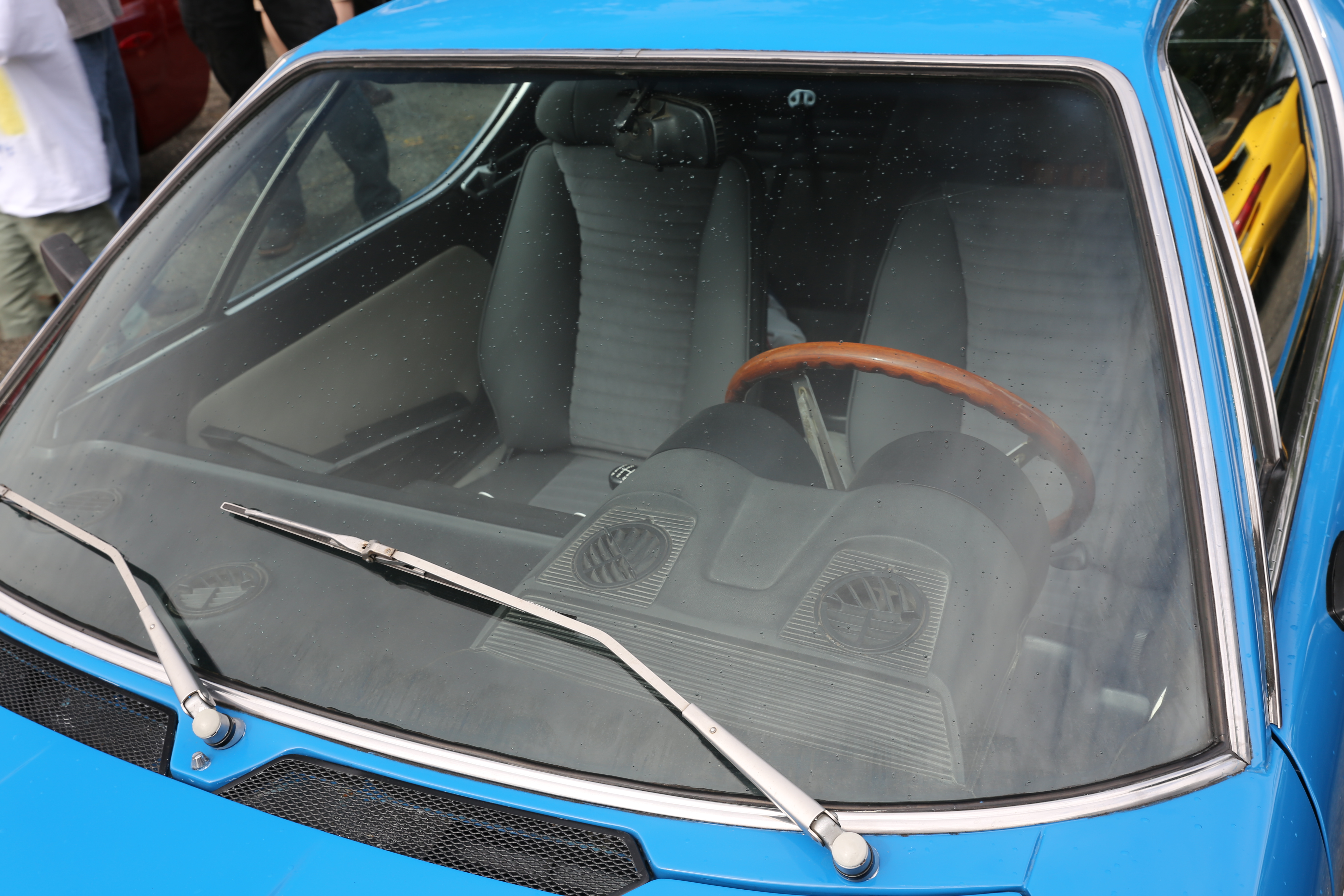
アルファロメオのフロントガラス

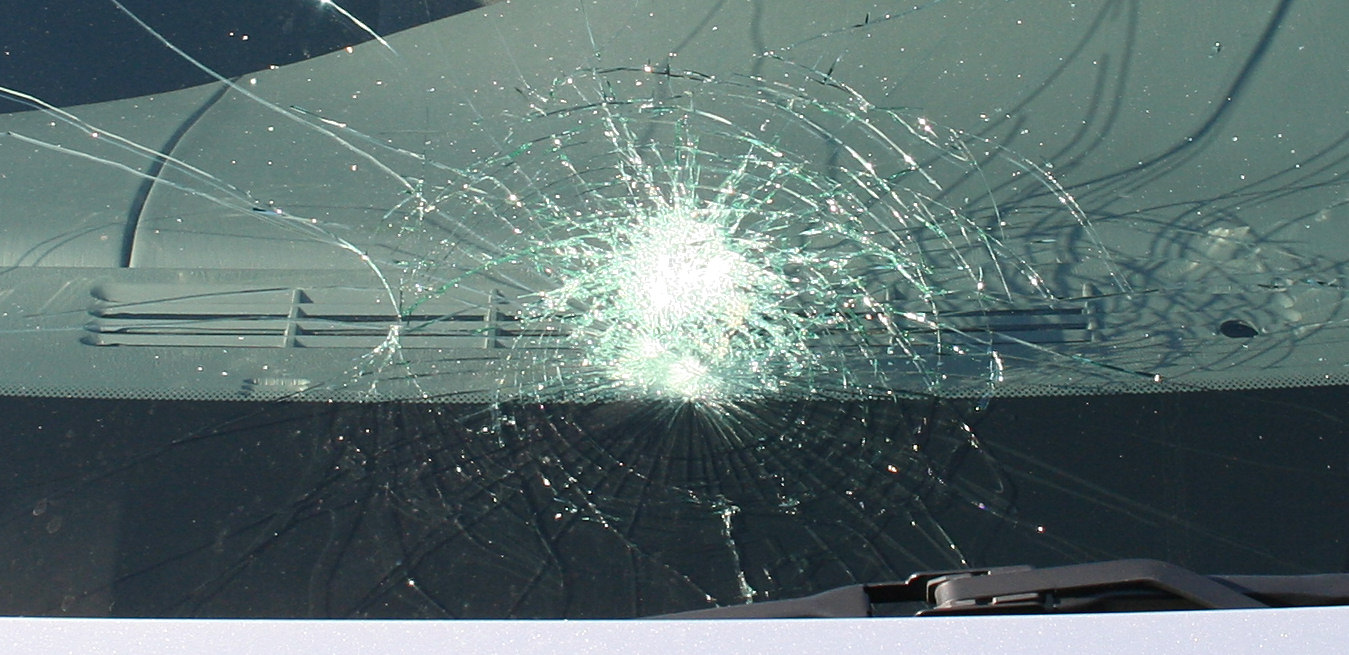
合わせガラス製フロントガラスのヒビ。

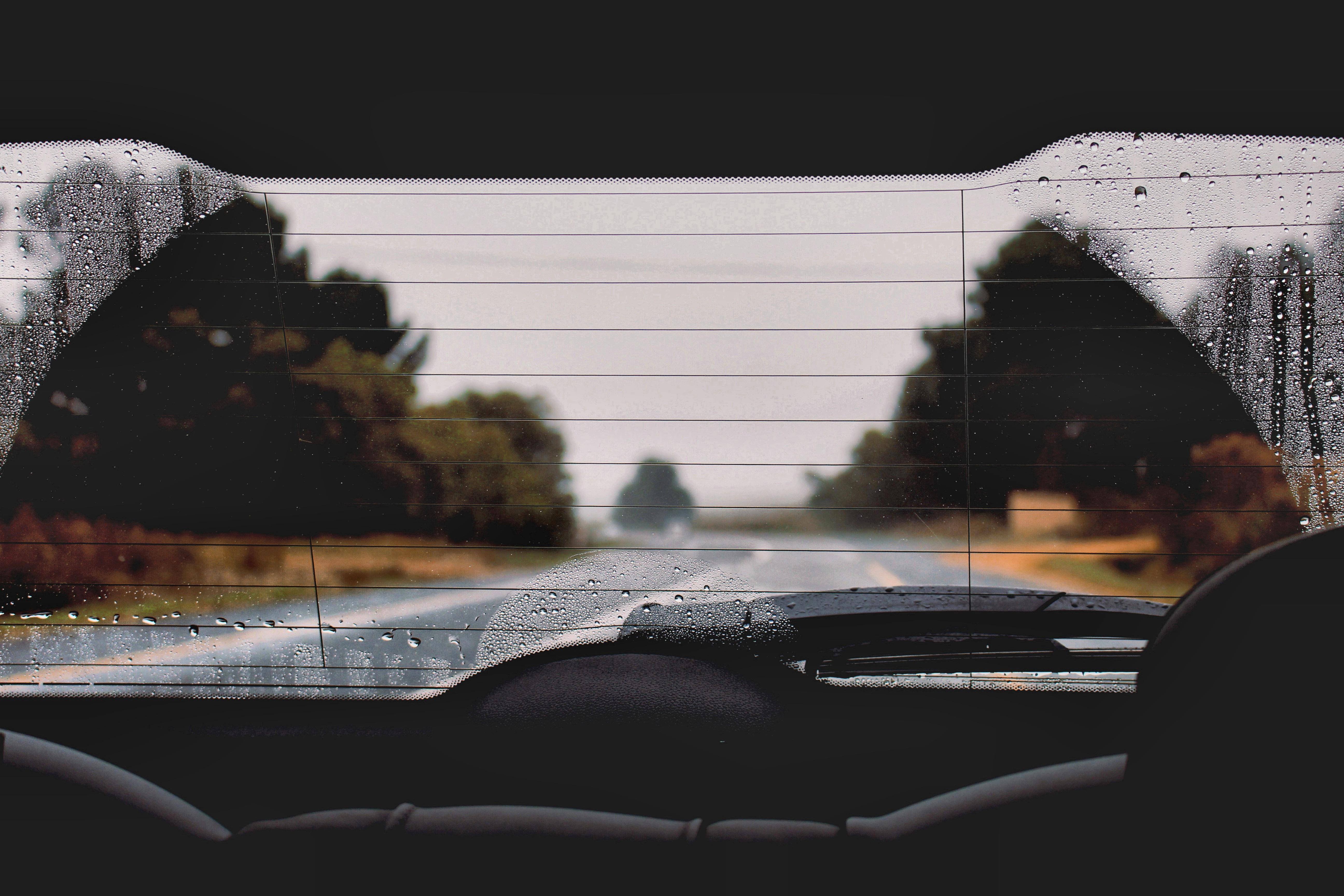
リアウィンドー

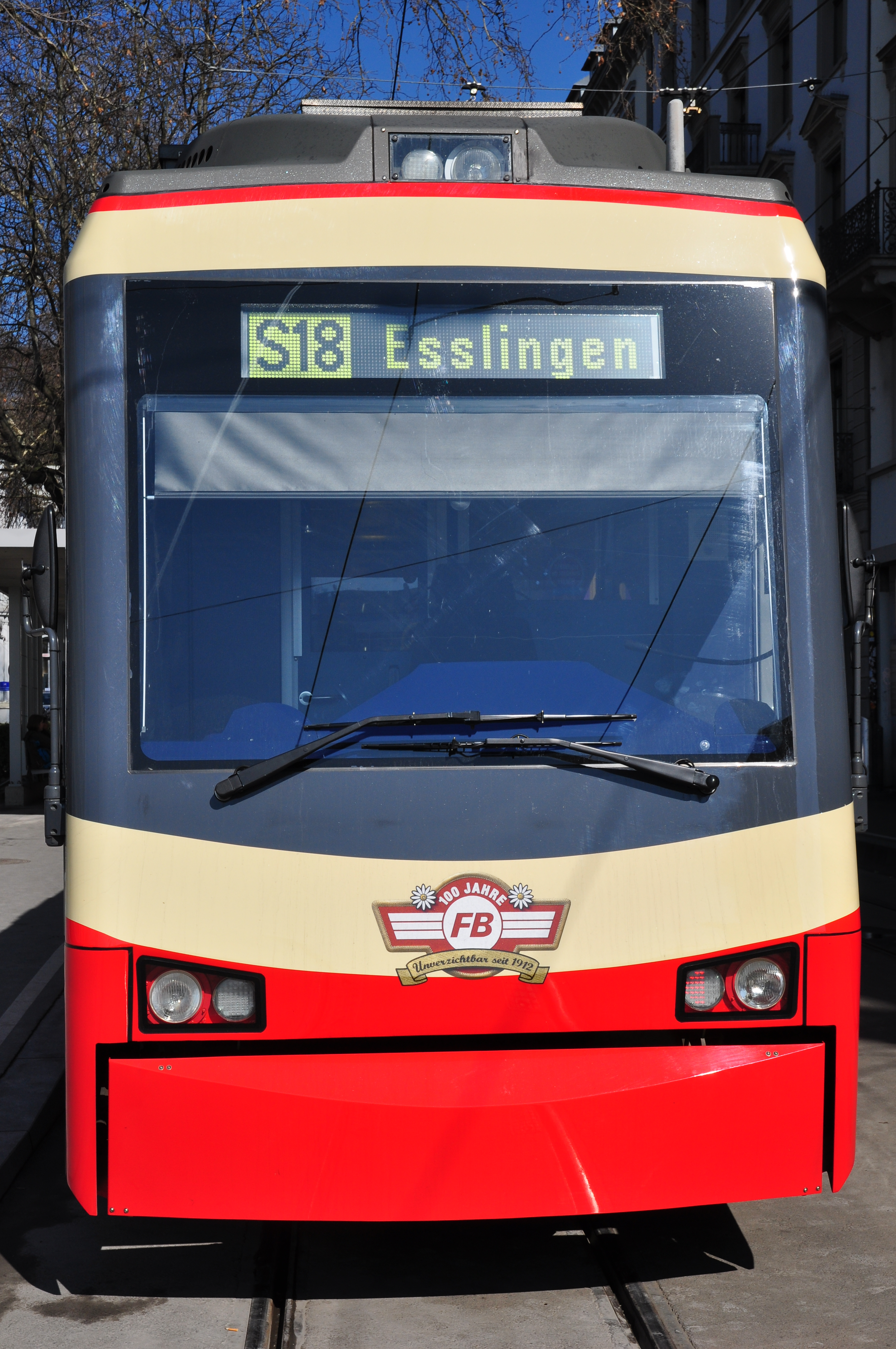
ケーブルカーのフロントガラス（フォルヒ鉄道、スイス チューリッヒ州）

フロントガラス（和製英語: Front glass、アメリカ英語: Windshield、イギリス英語: Windscreen）は、フロントウィンドー（Front Window）とも呼ばれ、自動車、列車、飛行機などの移動体の前面で、前景を見通せるようにした窓をいう。
なお、自動車の後方の窓はリアウィンドー（Rear window）、車両の左右の窓はサイドウィンドー（Side window）と呼んでいる。
20世紀以前では事故が起きた時にフロントガラスが飛散して運転席や助手席に座った人の命を奪っていた。20世紀初めにフランス人科学者エドゥアール・ベネディクトゥスが樹脂を間に挟んだ合わせガラスを発明し、特許を取得して、飛散しない合わせガラス製フロントガラスを製造する会社Verre de Sécurité Triplexを1912年に設立した。この合わせガラス開発以降の車用フロントガラスでは、安全面を考慮して両面のガラス層の中間にプラスチックの層を入れていて、全体をフロントガラス・フレームに接着させている。オートバイの前面にあるものは、全体がポリカーボネートでできている。
小石でもひびが入る場合があるが、熱によって熱割れが起きる場合がある。

## 天候対策
フラントガラスの前面にはワイパーとワイパー液で雨やゴミを除去する装置がある。ガラスの後方（運転手前面）にはデフォッガー（デフロスター）と呼ばれる曇り止めのための温風の吹き出し口がある。また曇り防止用の薬剤曇り止めをあらかじめ塗布する場合もある。
日が強い場合は、フロントガラスの上面にあるサンバイザーを下して対応する。

### 緊急時の脱出
水中に落下した場合などの緊急時には、緊急脱出ハンマーや座席のヘッドレストを用いてガラスを破砕して脱出が試みられるが、ガラスの中央部やフロントガラスに使われる合わせガラスは割りにくいため、サイドウィンドーなどの隅を叩くことが推奨される。

### 上面の着色
上面の日差しを遮るためのフロントガラスの上面にある着色は、トヨタや日産などではトップシェード、ホンダ車ではハーフシェードと呼ばれ初代NSX以降に採用されていた。しかし、衝突被害軽減ブレーキやレーダークルーズコントロール用のカメラやセンサーがフロントガラスに装着されるようになると、それらの採用が多くなり干渉するため採用が減少している。一方マツダは、開放感や視界などの点で不利となる場合があるため、そもそも採用することがほぼないとしている。

## 違法行為
フロントガラスやサイドガラスに検査標章などの指定されたもの、ドライブレコーダーなどの各種センサー以外の貼り付けは、『道路運送車両の保安基準の細目を定める告示』第39条（窓ガラス）によって禁止である。可視光線透過率が70％未満となるように付けられた着色フィルムなども違法である。
また、フロントガラスの上から20％を超える上面の着色となるグラデーションフィルムは車検を通らないとされる。

## 参照項目
- ワイパー、ウインドウウォッシャー（英語版）(ウォッシャー液)
- 風防
- 自動車部品の一覧
  - 三角窓 - 車のフロントガラスの横にあったガラス窓。
  - オペラウィンドウ（英語版） ‐ 後部座席にあったガラス窓。
  - サンルーフ
- 車用サンシェード（英語版）
- メガネ、サングラス - JIS T 7333にて運転にも使うメガネとして視感透過率8%以下のレンズはJISの適用が出来ないとされている。また、夜間等において75%未満の眼鏡レンズを使用した運転はしてはならないとされている。
- グラスランチャンネル（英語版）
- ウィンドウフィルム（英語版）
- パワーウィンドウ